# بومرنگ (فیلم ۱۹۷۶)
بومرنگ (انگلیسی: Boomerang) یا همچون بومرنگ (به فرانسوی: Comme un boomerang) یا پسر گانگستر (به ایتالیایی: Il figlio del gangster) فیلمی فرانسوی-ایتالیایی از ژوزه جیووانی است. از بازیگران آن می‌توان به آلن دلون، کارلا گراوینا، و چارلز وانل اشاره کرد.